# Біргер Себерг
Біргер Себерг  (швед. Birger Sjöberg; 6 грудня 1885, Венерсборг — 3 квітня 1929, Векше) — шведський поет і прозаїк.

## Біографія
Біргер Себерг народився 6 грудня 1885 року в Венерсборзі в сім'ї власника магазину готового одягу. Коли хлопчикові було тринадцять років, його батько розорився. Сім'я, в якій було троє дітей, зазнала матеріальні труднощі. У школі Біргер навчався погано і гімназію не закінчив. Потім вчився на професійного фотографа, працював певний час помічником продавця у крамниці. У 1906 році Біргер приїхав у Стокгольм, де за допомогою свого брата Гести Шеберга здобув місце журналіста. Через рік він переїхав до Гельсінгборгу у південній Швеції, де також працював журналістом. Шеберг помер від запалення легенів.

## Творчість
Б. Себерг був талановитим артистом і пародистом. Водночас характер його відрізнявся соромливістю і скромністю. Впродовж свого життя він залишався холостяком, невідомо також чи були в його житті жінки. Писати поетичні твори — зокрема пісні — Б. Шеберг почав ще в юності. Ці пісні з одного боку звучали як народні, з іншої — мали художні особливості літературного твору.
В піснях він писав про побут маленького шведського містечка і любов деякого ліричного «Я» до Фріди. Чи існувала насправді в житті поета така «Фріда», залишається невідомим. Книга Фріди мала у шведському суспільстві великий успіх. Виконуючи пісні з неї, Шеберг, попри природжену боязкість і сором'язливість, провів дуже вдале турне по усій Швеції. Пісні з першої збірки Шеберга користуються популярністю на його батьківщині аж до наших днів. Під сильним натиском друзів Шеберг у 1922 році опублікував свою першу поетичну збірку. Після його смерті в архіві письменника були виявлені численні неопубліковані вірші, що вийшли потім у збірки Друга книга Фріди (Fridas andra bok, 1929), Спогади про Землю (Minnen från jorden, 1940), Синтаксичне повстання (Syntaxupproret, 1955), Третя книга Фріди (Syntaxupproret, 1956).

## Відзнаки
У 1929 році Шеберг отримав національну літературну премію, але смертельно хворий автор про це не дізнавсь.